# Bandolero (Band)
Bandolero war eine französische Musikband, ursprünglich gegründet von Carlos und José Perez (den „Perez Brüdern“) sowie Jill Merme-Bourezak; und beim Label Mankin Records unter Vertrag. Ihr Manager war Alexis Quinlin.

## Vorgeschichte
Die Gruppe war zuvor (1977–1979) Teil der Punk-Band Guilty Razors gewesen – zusammen mit Tristan (aka. Tristam Nada) und Jano Homicid, einem ehemaligen Mitglied des Künstlerkollektivs Les Musulmans fumants.

## One-Hit-Wonder
Ihr einziger echter Hit war Paris Latino (1983), ein Lied im Funk-Disco-Rap Stil, von dem drei Millionen Platten verkauft wurden.

## Sonstiges
Carlos Perez veröffentlichte die Solo-Singles Poco a Poco (1983) und Las Manos Quietas (1985). Ab 1987 versuchte er zusammen mit Jill, und der neuen Sängerin Manolita, nochmals mit Bandolero durchzustarten. Die Band produzierte wieder Singles, doch der Erfolg blieb aus.
Sein Bruder José verließ die Band 1986 und veröffentlichte 1987 unter dem Pseudonym José Lucas die Single Electric Rumba. Darin soll Brian May den Gitarrenpart gespielt haben (sein Name taucht in den Liner Notes auf), dies ist jedoch unbestätigt.
Seit den 1990er Jahren ist er in der Welt der elektronischen Musik (Ambient-House-Funk) zuhause, unter dem Pseudonym Joan Jo.
Jill Merme-Bourezak kreiert inzwischen elektronische Underground-Musik.

## Diskografie
Singles
- 1983: Paris Latino
- 1984: Cocoloco
- 1985: Conquistador
- 1988: Bagatelle
- 1989: Rêves noirs